# Tapinoma aberrans
Tapinoma aberrans este o specie de furnici din genul Tapinoma. A fost descrisă de  Santschi în 1911, iar specia este endemică în Madagascar